# Menții din Dos, Gorj
Menții din Dos este un sat în comuna Borăscu din județul Gorj, Oltenia, România.

## Personalități
- Papil Panduru (1934 - 2021), actor

 Acest articol despre o localitate din județul Gorj este deocamdată un ciot. Puteți ajuta Wikipedia prin completarea lui.